# Szczeglino Nowe
Szczeglino Nowe (do 1945 niem. Neu Steglin) – wieś w Polsce położona w województwie zachodniopomorskim, w powiecie koszalińskim, w gminie Sianów.
Według danych z 30 czerwca 2003 r. wieś miała 72 mieszkańców.
Zobacz też: Szczeglino